# Liste der Naturschutzgebiete in Wuppertal
Diese Aufstellung listet alle von der Landesamt für Natur, Umwelt und Verbraucherschutz Nordrhein-Westfalen (LANUV; ehemals LÖBF) verwalteten Naturschutzgebiete in Wuppertal auf. Namen und Schlüsselnummern entsprechen den amtlichen Bezeichnungen.

## Liste
| Schlüssel nummer | CDDA- Sitecode | IUCN- Kategorie | Gebietsname | Mehr Informationen | Unterschutzstellung erfolgt gemäß LG Paragraph | Fläche digitalisiert | Fläche offiziell | Flächenanzahl | Jahr der Ausweisung |
| ---------------- | --- | --- | --- | --- | --- | --- | --- | --- | --- |
| W-001            | 81828 | IV | NSG Hardthöhlen | Hardthöhlen | 20 a, b | 1,5395 | 1,9800 | 1 | 1937 |
| W-002            | 81533 | IV | NSG Dolinengelände im Hölken | Im Hölken | 20 a, b und c | 7,9478 | 7,9000 | 3 | 1938 |
| W-003            | 81534 | IV | NSG Krutscheid | - | 20 a, b und c | 10,8173 | 10,8200 | 1 | 1937 |
| W-004            | 164737 | IV | NSG Murmelbachtal | Murmelbach | 20 | 16,0655 | 16,0000 | 1 | 1989 |
| W-005            | 164575 | IV | NSG Marscheider Bachtal | Marscheider Bach | 20 | 29,8617 | 33,0000 | 1 | 1989 |
| W-006            | 163643 | IV | NSG Herbringhauser Bachtal | Herbringhauser Bach | 20 | 49,0114 | 47,0000 | 1 | 1989 |
| W-007            | 166372 | IV | NSG Wupper Osthang | Wupper | 20 | 10,6546 | 10,0000 | 1 | 1989 |
| W-008            | 163639 | IV | NSG Hengstener Bachtal | Hengstener Bach | 20 | 60,0421 | 50,0000 | 1 | 1989 |
| W-009            | 389691 | IV | NSG Burgholz | Staatsforst Burgholz | 20 a, b und c | 613,2323 | 41,5000 | 2 | 1992 |
| W-010            | Das NSG Dolinengelände Krutscheid (Erweiterung) wurde mit dem NSG Krutscheid zusammengefasst und in der Folge aus der amtlichen NSG-Liste ausgetragen      | Das NSG Dolinengelände Krutscheid (Erweiterung) wurde mit dem NSG Krutscheid zusammengefasst und in der Folge aus der amtlichen NSG-Liste ausgetragen      | Das NSG Dolinengelände Krutscheid (Erweiterung) wurde mit dem NSG Krutscheid zusammengefasst und in der Folge aus der amtlichen NSG-Liste ausgetragen      | Das NSG Dolinengelände Krutscheid (Erweiterung) wurde mit dem NSG Krutscheid zusammengefasst und in der Folge aus der amtlichen NSG-Liste ausgetragen      | Das NSG Dolinengelände Krutscheid (Erweiterung) wurde mit dem NSG Krutscheid zusammengefasst und in der Folge aus der amtlichen NSG-Liste ausgetragen      | Das NSG Dolinengelände Krutscheid (Erweiterung) wurde mit dem NSG Krutscheid zusammengefasst und in der Folge aus der amtlichen NSG-Liste ausgetragen      | Das NSG Dolinengelände Krutscheid (Erweiterung) wurde mit dem NSG Krutscheid zusammengefasst und in der Folge aus der amtlichen NSG-Liste ausgetragen      | Das NSG Dolinengelände Krutscheid (Erweiterung) wurde mit dem NSG Krutscheid zusammengefasst und in der Folge aus der amtlichen NSG-Liste ausgetragen      | Das NSG Dolinengelände Krutscheid (Erweiterung) wurde mit dem NSG Krutscheid zusammengefasst und in der Folge aus der amtlichen NSG-Liste ausgetragen      |
| W-011            | 318557 | IV | NSG Hohenhager Bachtal und Umgebung | Hohenhager Bach | 20 a, b und c | 26,7732 | 26,0000 | 1 | 1994 |
| W-013            | Das NSG Mittelabschnitt Marscheider Bachtal wurde mit dem NSG Marscheider Bachtal zusammengefasst und in der Folge aus der amtlichen NSG-Liste ausgetragen | Das NSG Mittelabschnitt Marscheider Bachtal wurde mit dem NSG Marscheider Bachtal zusammengefasst und in der Folge aus der amtlichen NSG-Liste ausgetragen | Das NSG Mittelabschnitt Marscheider Bachtal wurde mit dem NSG Marscheider Bachtal zusammengefasst und in der Folge aus der amtlichen NSG-Liste ausgetragen | Das NSG Mittelabschnitt Marscheider Bachtal wurde mit dem NSG Marscheider Bachtal zusammengefasst und in der Folge aus der amtlichen NSG-Liste ausgetragen | Das NSG Mittelabschnitt Marscheider Bachtal wurde mit dem NSG Marscheider Bachtal zusammengefasst und in der Folge aus der amtlichen NSG-Liste ausgetragen | Das NSG Mittelabschnitt Marscheider Bachtal wurde mit dem NSG Marscheider Bachtal zusammengefasst und in der Folge aus der amtlichen NSG-Liste ausgetragen | Das NSG Mittelabschnitt Marscheider Bachtal wurde mit dem NSG Marscheider Bachtal zusammengefasst und in der Folge aus der amtlichen NSG-Liste ausgetragen | Das NSG Mittelabschnitt Marscheider Bachtal wurde mit dem NSG Marscheider Bachtal zusammengefasst und in der Folge aus der amtlichen NSG-Liste ausgetragen | Das NSG Mittelabschnitt Marscheider Bachtal wurde mit dem NSG Marscheider Bachtal zusammengefasst und in der Folge aus der amtlichen NSG-Liste ausgetragen |
| W-015            | 318402 | IV | NSG Fließgewässersystem Gelpe- und Saalbachtal | Gelpetal | 20 | 132,8258 | 122,0000 | 1 | 1995 |
| W-016            | 378176 | IV | NSG Düsseltal | Düssel | 20 a, b und c | 31,7700 | 38,0000 | 2 | 2000 |
| W-017            | 378215 | IV | NSG In der Hagerbeck | Hagerbeck | 20 a, b und c | 11,5216 | 12,0000 | 1 | 2000 |
| W-018            | 378172 | IV | NSG Deilbachtal | Deilbach | 20 a, b und c | 60,5435 | 65,0000 | 1 | 2001 |
| W-019            | 378185 | IV | NSG Eskesberg | Grube Eskesberg | 20 a, b und c | 8,5371 | 8,5000 | 1 | 2002 |
| W-020            | 378202 | IV | NSG Hardenberger Bachtal | Hardenberger Bach | 20 a, b und c | 133,0540 | 136,0000 | 1 | 2006 |
| W-021            | 378204 | IV | NSG Hasenkamp und Junkersbeck | Hasenkamp und Junkersbeck | 20 a, b und c | 44,9437 | 46,0000 | 1 | 2006 |
| W-022            | 378240 | IV | NSG Morsbach und Rheinbach | Morsbach und Rheinbach | 20 a, b | 32,8992 | 20,0000 | 3 | 2007 |
| W-023            | 555514 | IV | NSG Wupperaue | Wupper | 19, 20 a, b und c | 2,3029 | | 2 | 2010 |

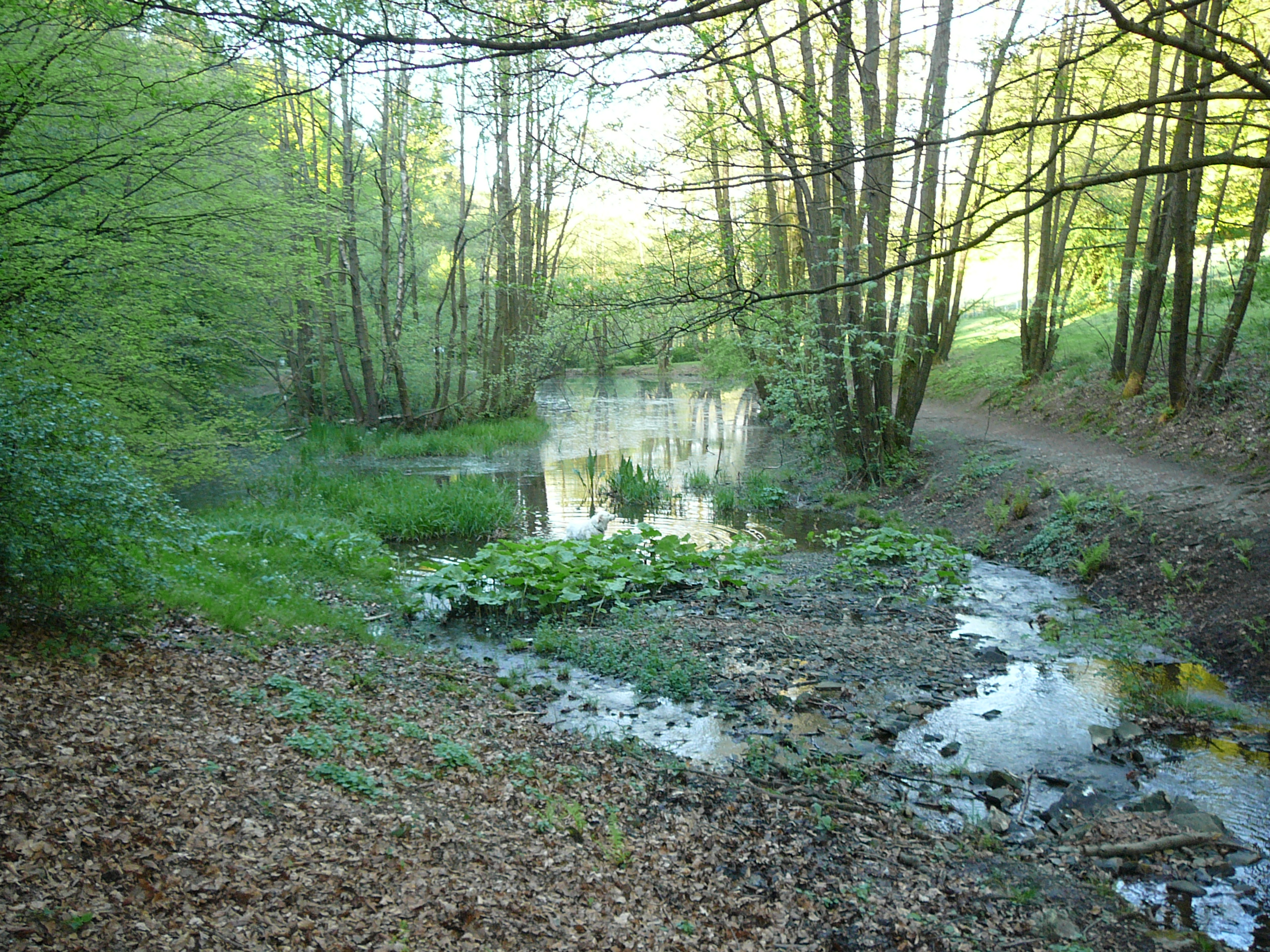
Bachaue des Murmelbachs
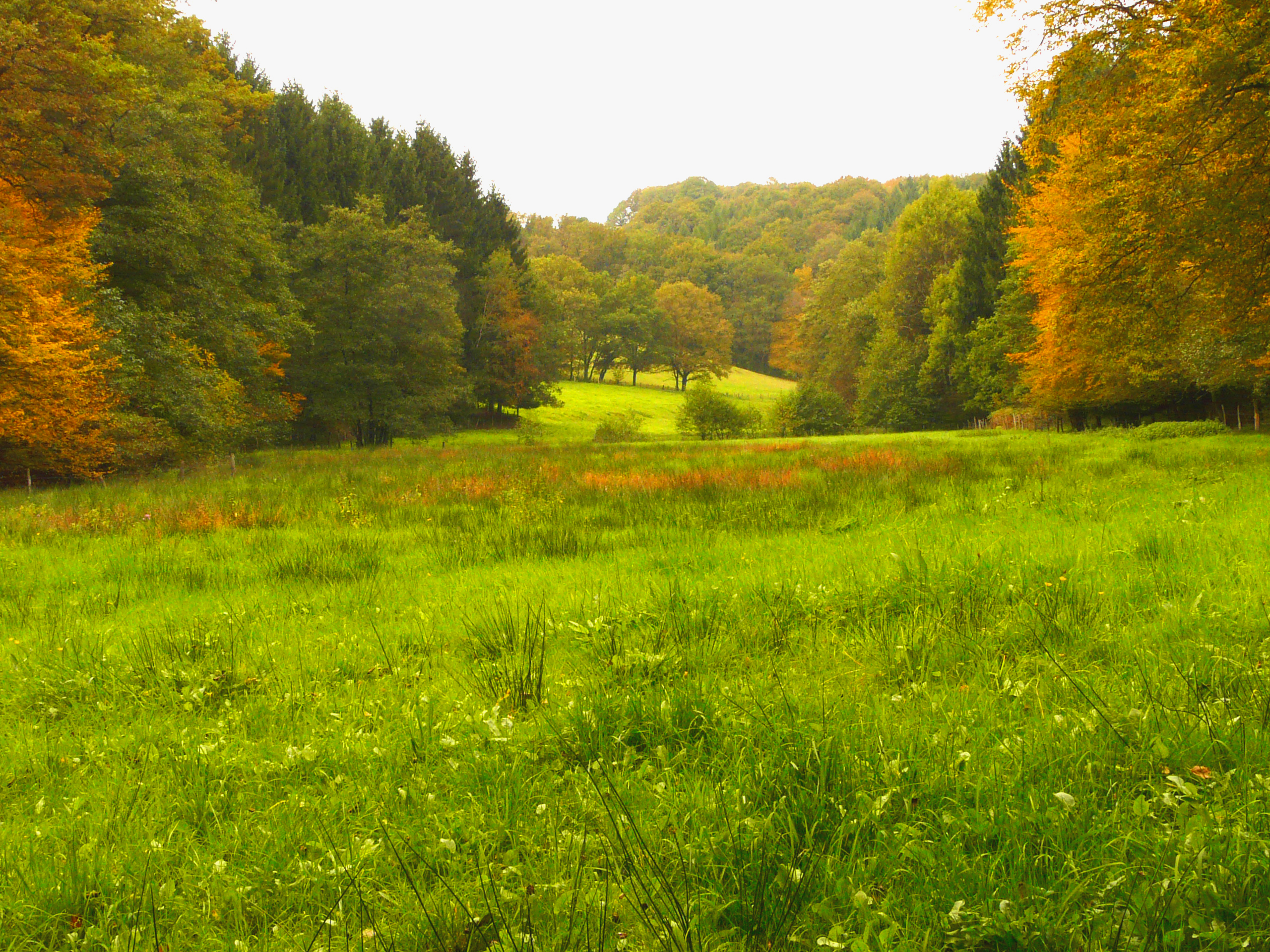
Marscheider Bachtal unterhalb Linde
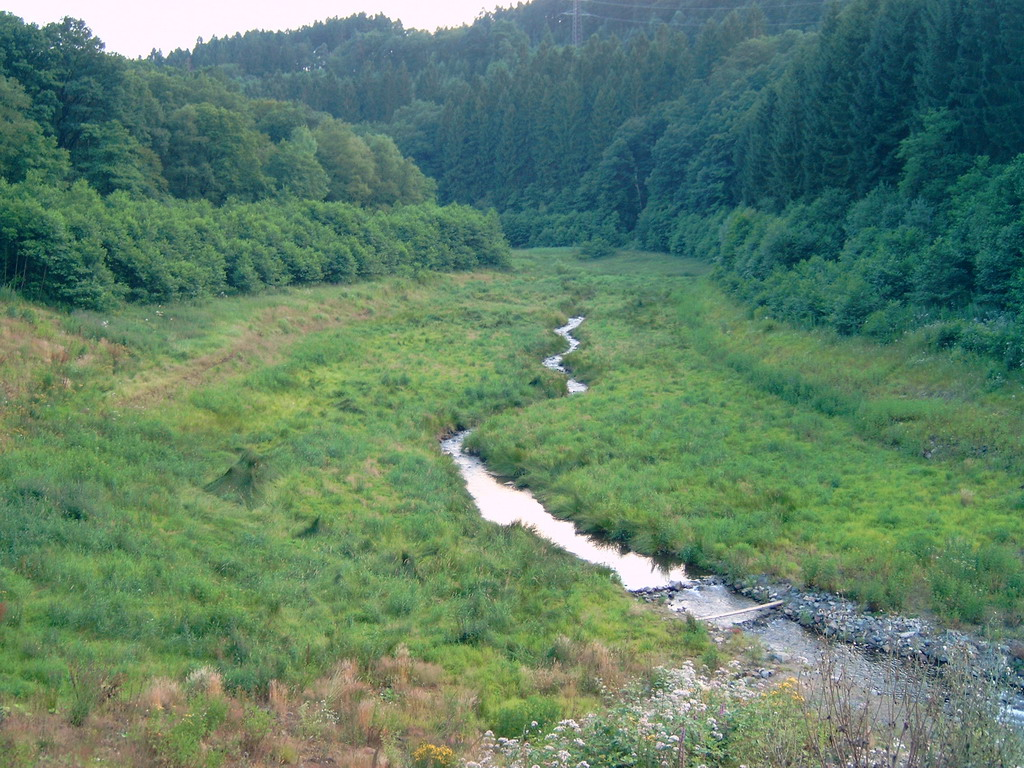
Der ehemalige Stauraum der unteren Herbringhauser Talsperre
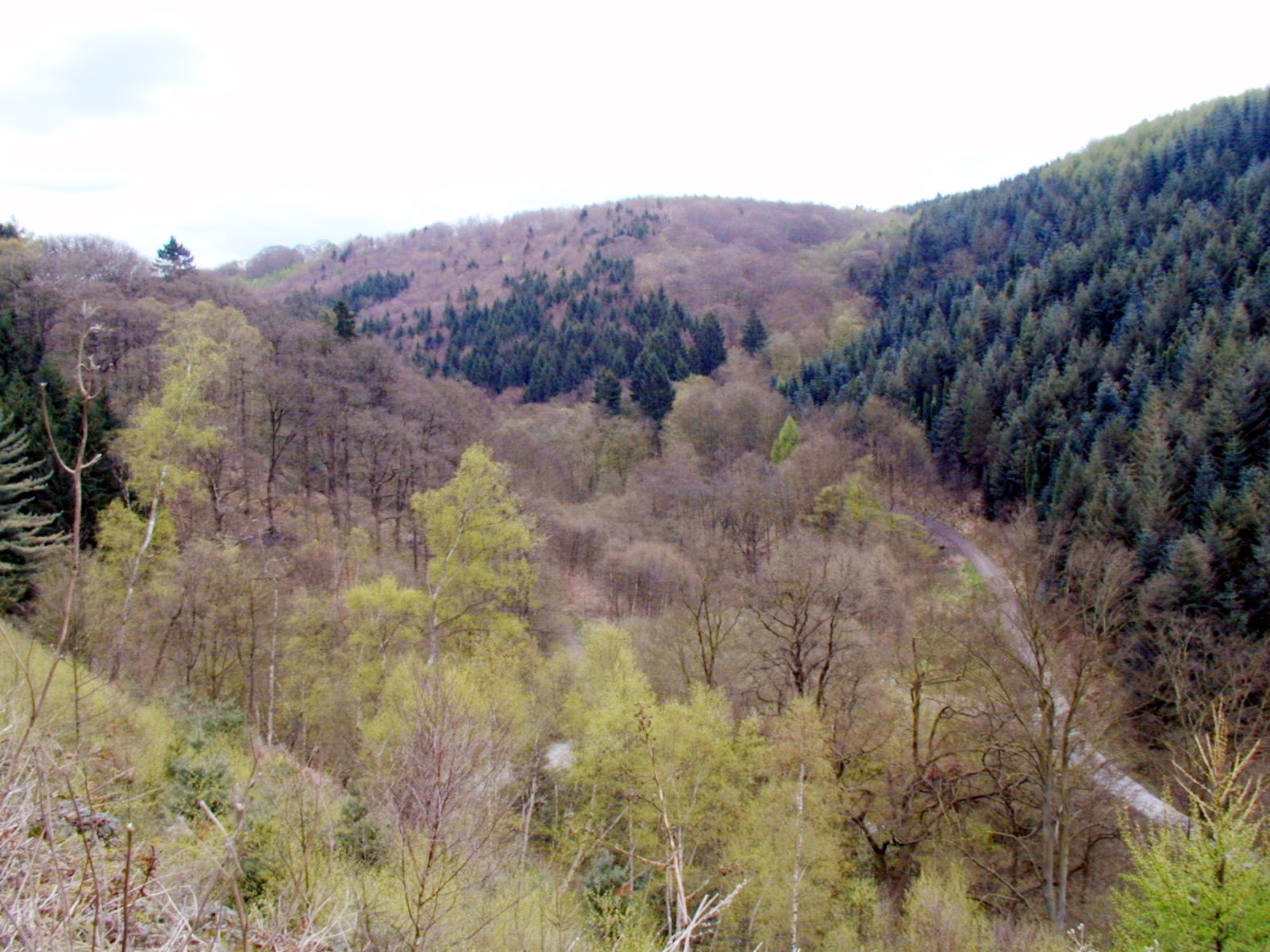
Das Kerbtal des Burgholzbachs im Staatsforst Burgholz
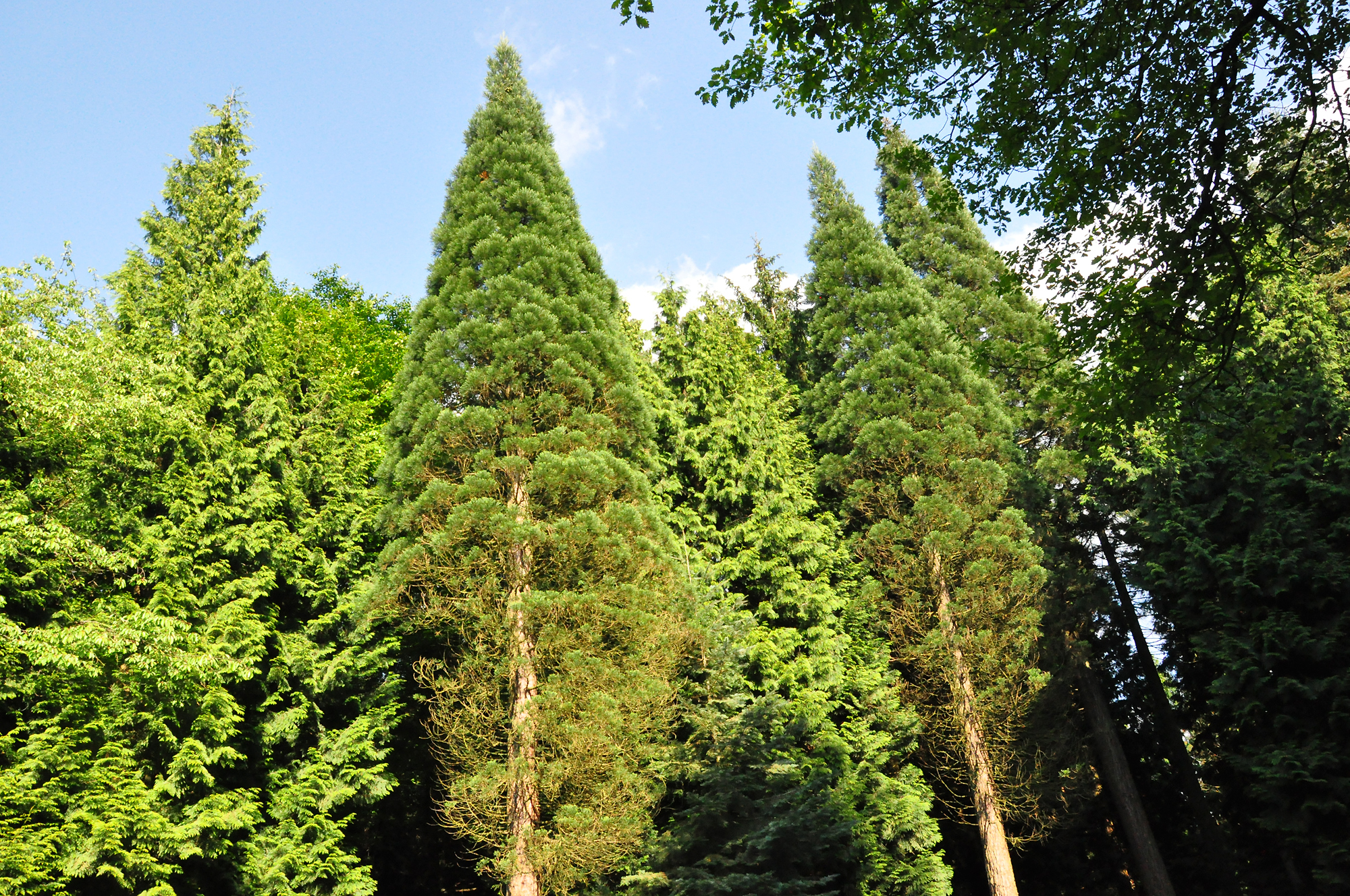
Exotenwald im Burgholz
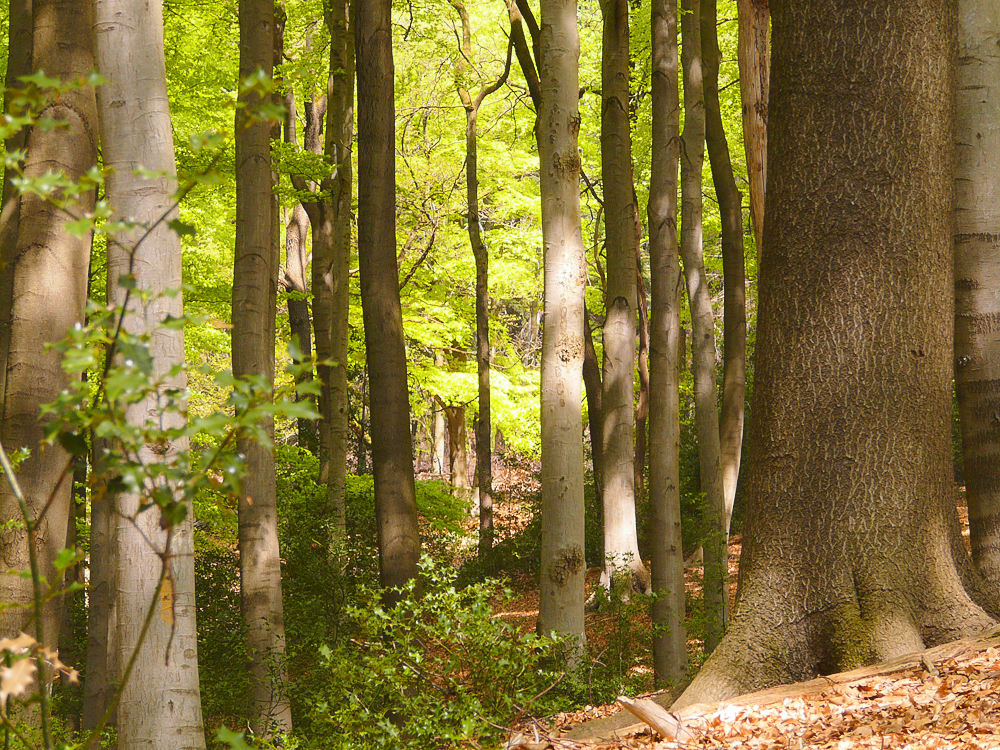
Naturwaldzelle „Meersiepenkopf“ im NSG Burgholz
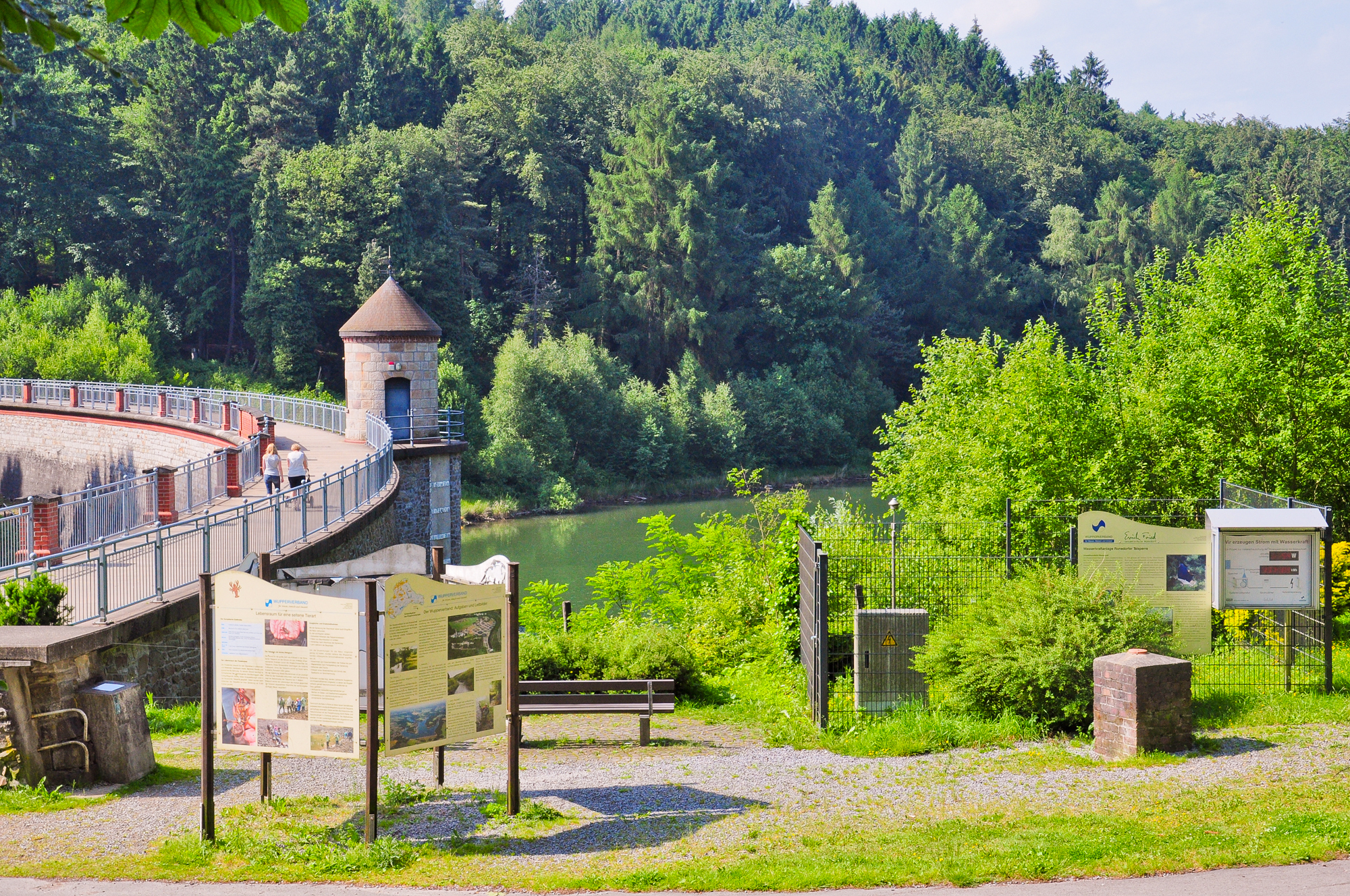
Staumauer der Ronsdorfer Talsperre
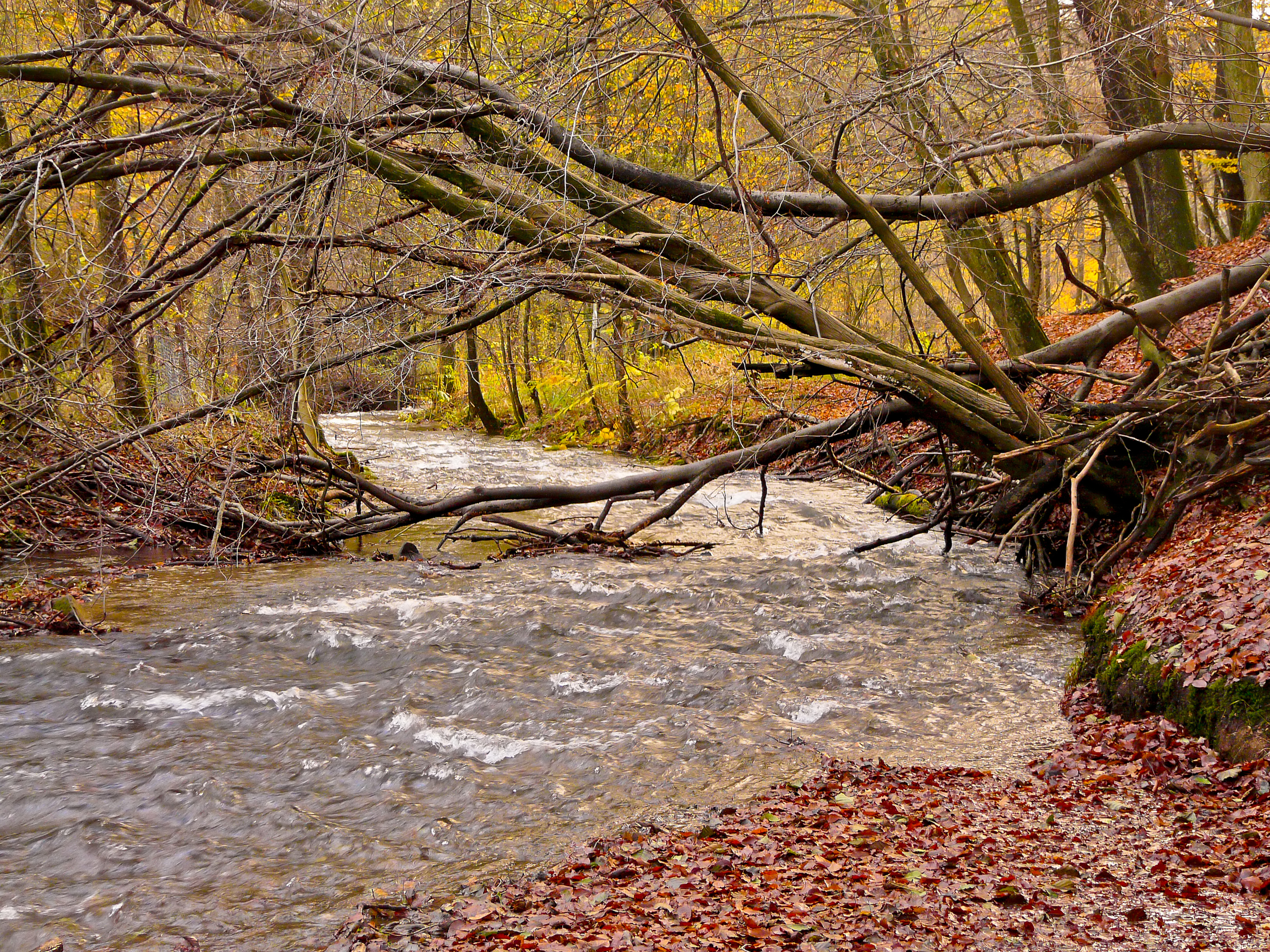
Der Gelpebach im Unterlauf
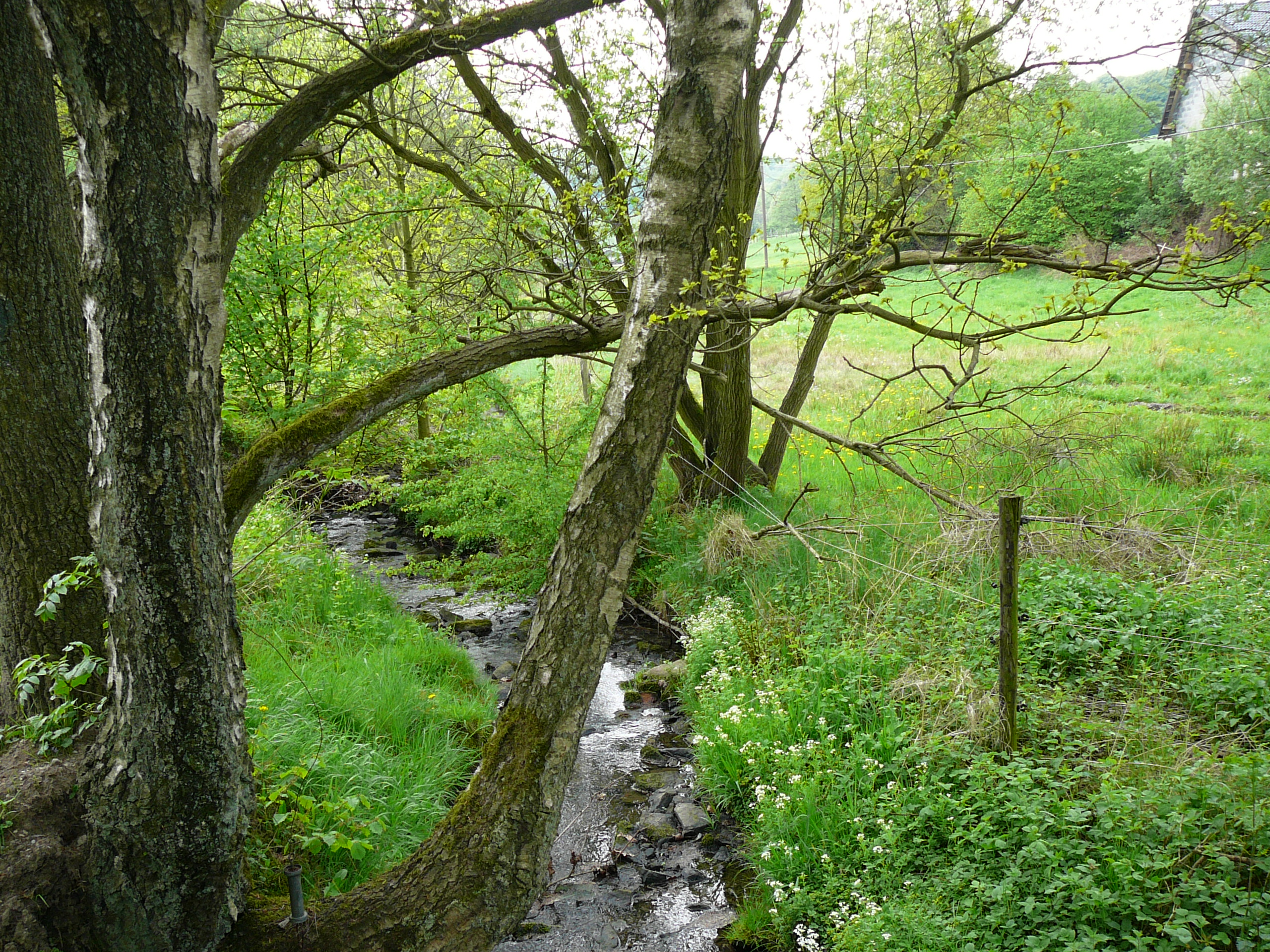
Der Hardenberger Bach bei Schmürsches (Dönberg)
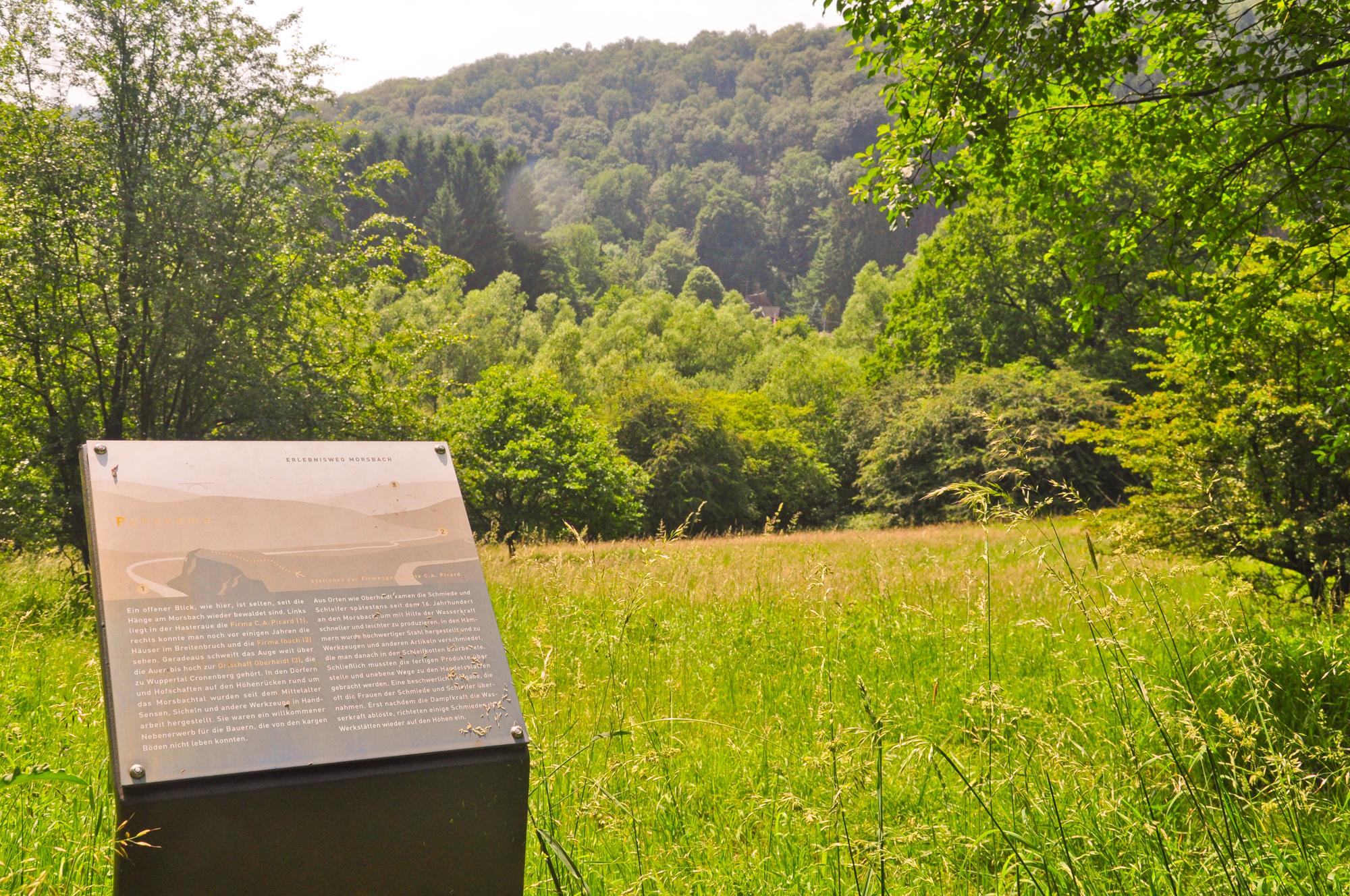
Am Erlebnisweg Morsbach im NSG Morsbach und Rheinbach
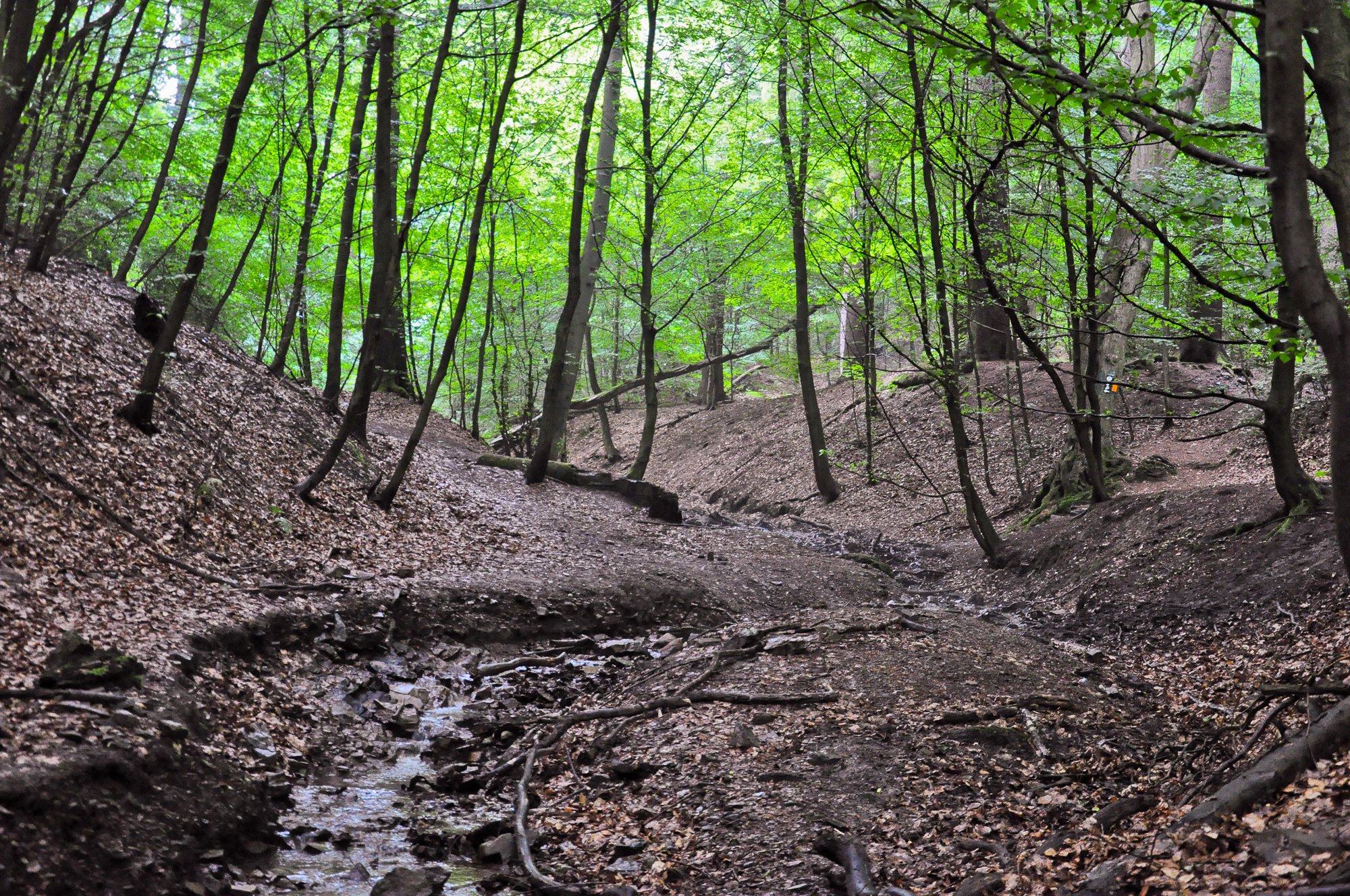
Im Rheinbachtal

## Anmerkung
Der „Mittelabschnitt des Marscheider Bachtals“ hatte ursprünglich den Schlüssel W-013. Dieser Schlüssel, sowie W-010, W-012 und W-014 sind nicht in der aktuellen Liste der Naturschutzgebiete in Wuppertal enthalten, da sie mit benachbarten Naturschutzgebieten zu einer größeren Einheit zusammengelegt wurden.